# Zirka, Hornostaiivka
Zirka (în ucraineană Зірка) este un sat în comuna Antonivka din raionul Hornostaiivka, regiunea Herson, Ucraina.

## Demografie
Componența lingvistică a localității Zirka
     Ucraineană (93,31%)
     Rusă (3,77%)
Conform recensământului din 2001, majoritatea populației localității Zirka era vorbitoare de ucraineană (93,31%), existând în minoritate și vorbitori de rusă (3,77%).